# Jan van Kampen
Johannes Hendrik (Jan) van Kampen (Den Haag, 14 december 1899 – Flushing (New York), 3 juli 1969) was een Nederlands sprinter, die eenmaal deelnam aan de Olympische Spelen.

## Loopbaan
Van Kampen, die lid was van de Haagse atletiekvereniging Vlug & Lenig, was een van de twintig atleten die Nederland vertegenwoordigden op de Olympische Spelen van 1924 in Parijs. Hij kwam uit op de 100 en de 200 m. Op het eerste onderdeel overleefde hij de kwalificatieronde, maar sneuvelde vervolgens in de kwartfinale, waarin hij derde werd. Op het tweede onderdeel werd hij in de tiende serie van de eliminaties vierde en was hiermee direct uitgeschakeld.
Jan van Kampen, werkzaam als agent bij een levensverzekeringsmaatschappij, emigreerde in 1925 naar de Verenigde Staten. Hij ging daar door het leven als John van Kampen. Hij overleed in 1969 op 69-jarige leeftijd.